# Аксой, Муаммер
Муаммер Аксой (1917 — 31 января 1990) — турецкий специалист в области права, политик, колумнист и интеллектуал.

## Биография
Муаммер Аксой родился в 1917 году в городе Ибрады в семье османского политика Нумана Аксоя. В 1939 году Муаммер Аксой окончил юридический лицей при Стамбульском университете, в 1950 году он получил степень доктора права в Цюрихском университете. Затем вернулся в Турцию, преподавал торговое право в Стамбульском университете и гражданское право в Анкарском университете
В 1957 году Муаммер Аксой оставил преподавание, поскольку считал, что принятые незадолго до этого законы, регулирующие деятельность университетов, ограничивают академические свободы. Поэтому он принял решение заняться политической деятельностью и вступил в республиканскую народную партию. После государственного переворота, произошедшего в 1960 году, Муаммер Аксой вернулся к преподаванию в Анкарском университете, также он принимал участие в создании Конституции 1961 года. В 1977 году Муаммер Аксой был избран членом Великого национального собрания. Занимал должность представителя Турции в Европейском совете. После переворота в 1980 году Муаммер Аксой был избран президентом Адвокатской ассоциации Анкары. Вёл колонку в газете «Cumhuriyet».
С 1950 года энергично поддерживал реформы Ататюрка, демократию и лаицизм. Выступал за национализацию стратегических природных ресурсов, например, нефти, угля и буры.
31 января 1990 года Муаммер Аксой был убит неизвестными перед своим домом в Анкаре. Ответственность за преступление взяли на себя неизвестные до этого организации «Ислами Харакат» (исламское движение) и «Ислами Интикам» (исламское возмездие). Частное расследование убийства Муаммера Аксоя вёл его ученик Угур Мумджу, также убитый тремя годами позднее.

## Некоторые работы[5]
- Devrimci Öğretmen Kıyımı (Преследование революционных учителей) (1975) 2 тома, Gündoğan Publishing, Анкара
- Sosyalist Enternasyonal ve CHP (Социалистический интернационал и Республиканская народная партия) (1977) 216 стр, Tekin Publishing
- Önümüzdeki Cumhurbaşkanlığı Seçimi / Rejim Bunalımına ve Kötü Sonuçlarına Doğru Pupa Yelken Gidiş (Предстоящие президентские выборы / Гонка к кризису режима и её плохой исход) (1989) 131 стр, Tekin Publishing, ISBN 975-478-039-0
- Laikliğe Çağrı (Призыв к лаицизму) (1989) 70 стр, Gündoğan Publishing, Анкара, ISBN 975-520-011-8
- Atatürk ve Tam Bağımsızlık (Ататюрк и полная независимость) (1990) 118p, Gündoğan Publishing, Анкара, ISBN 975-520-012-6
- Atatürk ve Sosyal Demokrasi (Ататюр и социальная демократия), Gündoğan Publishing, Анкара, ISBN 975-520-013-4